# Зарицький Петро Анатолійович
 Зари́цький Петро́ Анато́лійович (нар.12 червня 1957, с. Сокілець, Козятинський район, Вінницька область) — український поет і прозаїк. Член Національної спілки журналістів України, Національної спілки письменників України (2004).

## Біографія
Народився 12 червня 1957 р. у с. Сокілець, Козятинського району Вінницької області у селянській родині. З раннього дитинства виростав без батька, сезонно підробляючи у місцевому радгоспі «Сигнал». Освіту здобував у восьмирічці сусіднього с. Титусівка, середній школі № 1 м. Козятин. Отримавши середню освіту в 1975 р., закінчив Білоцерківський сільськогосподарський інститут (1980) за фахом агронома. До призова у військо кілька місяців працював головним агрономом колгоспу «Радянська Україна» с. Зозулинці та с. Тернівка, а також заступником голови правління колгоспу с. Махаринці на Козятинщині. Строкову службу проходив у військах Протиповітряної оборони. Останнє військове звання «капітан запасу». Після демобілізації був головним агрономом колгоспу ім. Т. Шевченка у с. Тернівка та заступником голови правління колгоспу ім. Леніна с. Махаринці Козятинського району. В трудовій біографії також — робота інструктором та завідувачем організаційного відділу Козятинського райкому комсомолу, інструктором та секретарем Козятинського райкому Компартії України. У 1990 р. закінчив факультет журналістики Київського інституту політології і соціального управління та майже п'ятнадцять років перебував на журналістській роботі — завідувачем відділу, а згодом й заступником редактора районної газети «Вісник Козятинщини».

## Літературна діяльність
Перші публікація віршів у районній газеті «Жовтневі зорі» ще у шкільні роки. З часом друкується у журналах «Ранок», «Дніпро», «Перець», альманахах «Вітрила», «Горизонт», колективних збірниках «Стоголосся», «Краса України — Поділля», «Квіт подільського слова», «Різдво в українській поезії» та ін. Творчість журналіста і поета пронизана сповідальним болем за долю села та його людей, з якими тісно переплелось особисте життя. Нариси та літературознавчі розвідки про письменника друкувались у газетах «Комсомольське плем'я», «Вінницька правда», «Комсомольское знамя», «Літературна Україна» та в інших періодичних виданнях.

|                      | Кращі вірші Петра Зарицького нагадують галерею фресок, на яких людські долі змальовано глибоко та відверто, що мають усі шанси стати помітним явищем у літературі... |
| — Володимир Рабенчук | |

У творчому доробку поета поетичні збірки: 

| - «Біографія зернини» (1988); - «Кароліна» (2001); - «Білий димар» (2007); - «Діти чорноземів» (2008); | - «Молитва за ближнього» (2013); - «Веремія» (2015); - «Мамина хустка» (2017). |

Плідно працює в публіцистиці та художній прозі, готуючи до друку книги нарисів і оповідань.

## Премії
- «Золота медаль української журналістики»;
- Літературна премія імені Миколи Трублаїні;
- Літературно-мистецька премія «Кришталева вишня» (2001);
- Всеукраїнська літературна премія імені Михайла Коцюбинського (2009);
- Найвища нагорода в галузі журналістики України «Золоте перо»;[5]
- Літературна премія імені Андрія М'ястківського (2018);[6]
- Літературна премія імені Михайла Стельмаха журналу «Вінницький край» (2021).[7]

## Галерея
|                                      |
| Обкладинка книги «Білий димар», 2007 |

|                                          |
| Обкладинка книги «Діти чорноземів», 2008 |